# Oberonia tahitensis
Oberonia tahitensis  es una especie de orquídeas descritas por John Lindley. La Oberonia tahitensis se encuentra en las Islas de la Sociedad.